# Videogruppo Piemonte
Videogruppo Piemonte (VP), precedentemente Videogruppo (VG), è una fra le più antiche emittenti televisive locali di Torino.

## Storia
Trasmette dal 1975 sul canale UHF 49. Il 17 settembre 1976 accende il canale 52 che rimarrà il canale storico dell'emittente.
I programmi sono vari e tendenzialmente connotati da un'attenzione alle tematiche legate all'approfondimento e all'inchiesta, voluti dal direttore Sergio Rogna Manassero. Negli archivi della rete sono conservati filmati degli anni ottanta sulle realtà del lavoro, della società, della città, dei quartieri e persino interviste realizzate dagli inviati in Campania durante il terremoto dell'Irpinia del 1980.
Fra i volti di Videogruppo troviamo Alba Parietti, Adriana Verdirosi (a metà degli '90), Federico Peiretti e, fra i conduttori del tg Videonotizie, Mario Pisano e Luca Ponzi, passati poi alla Rai.
Dal 1991 l'emittente ospita i programmi di MTV durante la fascia oraria pomeridiana (dalle 12 alle 19) E alla domenica mattina (dalle 8 alle 14). Il popolare canale di videoclip musicali ha un canale satellitare che trasmette in tutta Europa, e in Italia viene ritrasmesso appoggiandosi alle emittenti locali. Dal 1995, quando MTV sbarca anche su TELE+3, la fascia oraria ospitata da Videogruppo viene progressivamente ridotta, fino ad essere eliminata completamente.

### L'acquisizione del Gruppo Mediapason
A fine 2006 l'emittente viene acquistata dal Gruppo Mediapason dell'imprenditore veneziano Sandro Parenzo, già proprietario di Telelombardia e Antennatre, due emittenti radicate sul territorio lombardo. Il canale muta così il suo nome diventando Videogruppo Piemonte.
A partire da marzo 2011 l'emittente lancia nel proprio MUX digitale il canale all-news Torinow, basato sul format del corrispondente canale informativo milanese Milanow di Telelombardia. Alcuni contenuti vengono così trasmessi anche in simulcast con Videogruppo Piemonte e viceversa.
A partire da luglio 2011 il logo dell'emittente, costituito dalle iniziali del nome della rete e rimasto immutato dalle origini fino ad ora, viene rinnovato e si uniforma alla stessa linea degli altri canali del gruppo Mediapason. Viene così aggiunto il logo del nuovo gruppo in alto a destra e il nome del canale viene scritto per esteso sotto.
Il 18 aprile 2016 il canale Torinow si trasforma in Top Planet, coordinata da Marcello Chirico e dedicata esclusivamente alla squadra calcistica della Juventus. Successivamente i programmi di Top Planet vengono diffusi, oltre che in Piemonte sul canale 199, anche in Lombardia al numero 192 del digitale terrestre.
Con la riduzione delle frequenze dovuta alla liberazione della banda 700 MHz, dal giorno 7 marzo 2022 il mux di proprietà viene definitivamente spento, così l'emittente viene compresa nel mux "Reti Locali Piemonte 1", gestito da EI Towers, acquisendo l'LCN 12 e aumentando la copertura su tutta la regione, raggiungendo l'area occidentale, ossia Torino, Asti, Cuneo e relative province, sul canale UHF 41, e le restanti province di Alessandria, Biella, Novara, Verbano-Cusio-Ossola e Vercelli sul canale UHF 21.

## Programmi
- VP News
- Top Planet
- Qui studio a voi stadio
- QSVWeb
- Azzurro Italia
- Stadio News
- Lunedì di rigore
- Sala Var
- Safe drive
- Motorpad Tv (syndication 7 Gold)
- The Coach (syndication 7 Gold)
- Casa Pappagallo
- Sportello pensioni
- Una finestra sul Piemonte
- Consiglio Regionale News Piemonte
- 4 zampe in TV
- Forum PMI
- Fraggle Rock